# Paul Martin (actor)
Paul Maurice Martin Calle (Lima, 27 de junio de 1966) es un actor, locutor de comerciales y presentador de televisión peruano, conocido por interpretar papeles en series nacionales y extranjeras, entre ellas, destaca sus papeles protagónicos de Raúl Pereyra en la telenovela Natacha y Pedro «Pichón» Bravo en la serie De vuelta al barrio.

## Biografía
Paul Martin es el menor de cinco hermanos. Hizo sus estudios escolares en el Colegio Carmelitas y Santa Rita de Casia de Miraflores, donde Paul descubrió su pasión por el arte escénico participando en cuanta obra de teatro presentaban en las actuaciones.
Al culminar sus estudios escolares, continuó reuniéndose con un grupo de compañeros de aula, básicamente como aficionado, hasta que un día de 1985 los vio una chica que trabajaba en América Televisión y lo convocó para un casting.
Comenzó a estudiar psicología en la Universidad Inca Garcilaso de la Vega, y aunque no la concluyó, asegura que le ha servido de mucho para lograr sus caracterizaciones. Tiene un hijo llamado Maurice, con su esposa Viviana Revilla.
Martin debutó en televisión con la telenovela No hay por qué llorar, dirigida por Roberto Ángeles. Tenía un pequeño papel como amigo de uno de los personajes principales que termina enamorándose de la hermana de este.
En 1988 participó en Kiatari: buscando la luna, interpretando a un drogadicto.
En 1990 protagonizó la telenovela peruano-venezolana Natacha interpretando a Raúl Pereyra. En 1992 actuó en Casado con mi hermano.
Durante su estadía en Ecuador, protagonizó la producción de Ecuavisa Super papá, y también actuó en El secreto de Toño Palomino y El exitoso Lcdo. Cardoso.
En 2011 participó en dos musicales: Casi normal como Dan Goodman y Amor sin barreras (West side story) como Teniente Shrank.
En 2012 participa en los musicales Chicago presentado primero en el Teatro Municipal de Lima y luego en el Teatro Marsano como Amos Hart. Paul interpretará a Billy Flynn durante las primeras fechas del musical cuando se presente en el Teatro Marsano.
También debutó como presentador conduciendo el programa La dulce vida, por Plus TV.
Seguidamente actuó en la miniserie Mi amor, el wachimán, emitida por América Televisión. A la par, participó en la obra de comedia musical Te odio amor mío, dirigida por Alberto Ísola.
En 2013 protagonizó la miniserie Vacaciones en Grecia. En el teatro está en la obra Corazón normal bajo la dirección de Juan Carlos Fisher. También grabó para la película Sueños de gloria.
Entre 2017 y 2021 protagonizó la serie cómica peruana De vuelta al barrio en América Televisión, interpretando a Pedro «Pichón» Bravo.

## Filmografía

### Televisión
- No hay por qué llorar (1985)
- Bajo tu piel (1986)
- Malahierba (1986)
- Paloma (1987) como Sebastián.
- Kiatari: buscando la luna (1988)
- El hombre que debe morir (1989)
- Natacha (1990–91) como Raúl Pereyra (Rol protagónico).
- Casado con mi hermano (1992) como Waldo Gasteluméndez  (Rol protagónico).
- El negociador (1995)
- Pisco sour (1996)
- Leonela, muriendo de amor (1997) como Otto Mendoza (Rol antagónico).
- Travesuras del corazón (1998–99) como Teodoro Vil (Rol principal).
- Isabella, mujer enamorada (1999) como Francisco de la Vega (Rol principal).
- Milagros (2000–01) como Martín Bellido Rosas.
- Soledad (2001)
- Teatro desde el teatro (2003–04)
- Eva del Edén (2004) como Virrey Diego López de Zúñiga y Velasco (Rol antagónico principal).
- Así es la vida (2005) como Mario Torres (Antagonista principal reformado).
- Perú campeón (2006)
- Super papá (2007) como Arturo Aráuz (Rol protagónico).
- El secreto de Toño Palomino (2008–09) como Pablo Izurieta (Rol principal).
- El exitoso Lcdo. Cardoso (2009–10) como Rodolfo Andrade (Rol antagónico principal).
- Matadoras (2010) como Juan Carlos Carrillo (Rol principal).
- Yo no me llamo Natacha (2011) como Pablo Raúl Schulman (Rol protagónico).
- Lalola (2011) como Teo.
- La Akdemia (2011) como Fernando de Osma (Papá de Ignacio).
- Yo no me llamo Natacha 2 (2011–12) como Pablo Raúl Schulman. (Rol protagónico).
- Puertas al más allá (2012), Discovery Channel.
- La dulce vida (2012–), presentador.
- Mi amor, el wachimán (2012–14) como Agustín Yrigoyen Navarro (Rol antagónico principal).
- Vacaciones en Grecia (2013) como Martín Berkinson-Mayer. (Rol protagónico).
- Cholo powers (2013-14) como Luis Miguel. (Rol estelar).
- De millonario a mendigo (2015) como Aníbal.
- Mis tres Marias (2016) como Octavio Bustamante Castellanos (Rol antagónico protagónico).
- De vuelta al barrio (2017-21) como Pedro Bravo Torrejón / «Pichón» (Rol protagónico).
- Maricucha 2 (2022-23) como Raymundo Rossi Ferrante (Rol antagónico protagónico).
- Los otros Concha (2024) como Emilio Enrique Concha Ritz (Rol protagónico).
- La rosa de Guadalupe Perú (2025) como Anselmo (Episodio: Vuelta en U).

### Programas
- Camino a la fama (2003)

### Radio
- Radio Corazón (2005-2007)

### Películas
- Caídos del cielo (1990)
- Polvo enamorado (2003)
- Cuando el cielo es azul (2005)[11]
- Dragones: destino de fuego (2006)
- Sueños de Gloria (2013) como Andrés.

## Teatro
- Lucas, tercera llamada (1991)
- Amor de mis amores (1994)
- Pijamas (1995)
- El fabricante de deudas (1995)
- Ha llegado un inspector (1995)
- En el cielo no hay petróleo (1996)
- Annie (1996)
- Sueño de una noche de verano (1997)
- Papito piernas largas (1997)
- Divine youth of treasure
- Taxi 2 (1995–96)
- Con el sexo no se juega (1996–97)
- Baño de caballeros (1998)
- De qué estábamos hablando (1998)
- El rey Lear (1999)
- Hamlet (2001)
- Alma calata (2001)
- Divine treasure of youth (2002, Los Ángeles, EE. UU.)
- Feliz nuevo siglo, Doktor Freud (2002, Los Ángeles, EE. UU.)
- La ópera de tres centavos (2003)
- La niña perdida (2004)[12]
- Sacco y Vanzetti (2005) como Abogado Thompson.
- Marido y mujer igual desastre (2007)
- El chico de la última fila (2010) como El padre.
- Viaje a la luna (2010–11)
- Un Don Juan en el infierno (2011)
- Casi normal (2011) como Dan Goodman.
- Amor sin barreras (West side story) (2011) como Teniente Shrank.
- Entonces Alicia cayó (2011) como Martín.
- Chicago (2012) como Amos Hart.
- Te odio amor mío (2012)
- Corazón normal (2013) como Ben Weeks.
- Mentiras, el musical (2014)
- Mamma Mia! (2015–17) como Bill Anderson.

## Premios y reconocimientos
- Premios ITV (Ecuador) al Mejor actor dramático por Super papá (2007).
- Premios Luces de El Comercio al Mejor actor de teatro por Sacco y Vanzetti (2005).